# David Blaine: Real or Magic
David Blaine: Real or Magic es una película de documental y misterio de 2013, dirigida por Matthew Akers, que a su vez la escribió junto a David Blaine, musicalizada por Drazen Bosnjak y Q. Department, en la fotografía estuvo Matthew Akers, los protagonistas son David Blaine, Woody Allen y Will Arnett, entre otros. El filme fue realizado por RadicalMedia, se estrenó el 19 de noviembre de 2013.

## Sinopsis
El ilusionista David Blaine recorre Estados Unidos, desde la ciudad de Nueva York hasta Los Ángeles, actuando para varios famosos y espectadores en general.